# つげ (エンターテイナー)
つげは、日本の女性エンターテイナー、シンガーソングライター、モデルである。

## プロフィール
シンガーソングライターとして活動。和風乙女ユニット つげありあとしてもユニットで活動している。着付師でもあり、和服で各種出演・モデル活動もおこなっている。写真モデルやライブ配信活動もおこなっている。

## 人物
新体操、ジャズダンス、ミュージカル、絵画、ピアノ、エレクトーンを幼少時代から習っていた。歌にしてしまうぐらいアイスクリームが大好物で、何かお祝い事があると決まってアイスクリームで乾杯となる。うさぎも大好きで、稀に自前のうさぎの着ぐるみ姿でステージに登場する事がある。
つげ菌がマスコットとなっており、グッズやSHOWROOMのアバターとしてデザイン化されている。

## つげ菌
学生時代に本人によってデザインされたマスコットキャラクター。ハートマークをベースとしておりピンクのカラーが主体。ハート型の基本デザインをはじめ、手足の生えたモノや大きいつげ菌に小さいつげ菌が乗ったモノが存在する。

## 略歴
- フジテレビ ドラマ「世にも奇妙な物語」
- テレビ朝日 ドラマ「交渉人」
- ワタナベエンターテイメントスクール 卒業
- カラオケDAMステーションHP インタビュー掲載
- 専門学校 プロミュージシャン学科シンガーソングライターコース卒業
- ハーゲンダッツ ベストクリスピースコンテスト 優勝
- J:COM 荻窪音楽祭 出演
- FMさがみ原 ラジオ出演
- フランクフルト ムジークメッセ ライブ、出展企業写真出演
- ひの新選組まつり 高幡不動参道きものクィーンコンテスト 初代きもの女王
- 楽天市場 大喜賑おおきに 着物モデル
- 2014年4月7日 SHOWROOM 美人時計オフィシャル配信者として配信開始
- SHOWROOM タレント・モデル部門受賞
- SHOWROOM コミュニケーション部門受賞
- SHOWROOM 2014年Best Showroomer受賞
- 舞台「新・幕末純情伝」富江役 出演
- 朝日新聞 2015年1月10日夕刊POP面インタビュー掲載
- MUSIC ON! TV(エムオン!)　MV「イチサン！」「SONGS」 出演
- 音楽ナタリー 赤坂BLITZ LiVE GiRLPOP 掲載
- 音楽ナタリー 赤坂BLITZ LiVE GiRLPOP 掲載
- コンビニプリント 美人時計ブロマイド
- J:COM 日野 新撰組まつり高幡不動きものクィーン インタビュー放送 出演
- 2015年3月13日 音楽雑誌 GiRLPOP 2015 SPRING 掲載

## ディスコグラフィー
| タイトル             | 作詞       | 作曲   |
| -------------------- | ---------- | ------ |
| 愛しき君へ           | つげ       | つげ   |
| 褪せぬ蒼             | つげ       | つげ   |
| 恋セヨ乙女           | つげ       | つげ   |
| 紫色ロカビリー       | つげ       | つげ   |
| 枯葉誰時             | つげ       | つげ   |
| 時めぐり             | つげ       | つげ   |
| 時雨                 | つげ       | つげ   |
| 十六夜心中           | つげ       | つげ   |
| ひらひら             | つげ       | つげ   |
| 今宵、               | つげ       | つげ   |
| 夜曲                 | つげ       | つげ   |
| ことりのとりこ       | つげ       |        |
| 八方醜女             | いちじく舞 | つげ   |
| 刹那                 | いちじく舞 | つげ   |
| 果たし状             | いちじく舞 | つげ   |
| 愛だけじゃ物足りない | いちじく舞 | つげ   |
| 夢見るうさぎ         | いちじく舞 | つげ   |
| 御法度               | いちじく舞 | つげ   |
| 二十歳               | いちじく舞 | つげ   |
| ひな祭り             | いちじく舞 | つげ   |
| 待ち惚けの此処で     | ギミ・つげ | タケ   |
| 夏雪草               | ありあ     | ありあ |
| 乱華唄               | ありあ     | ありあ |
| つげの427            | つげ       | つげ   |
| 愛するアイス         | つげ       | つげ   |